# Peter Reuteler
Peter Reuteler (* 16. Juni 1947, heimatberechtigt in Fällanden und Saanen) ist ein Schweizer Politiker (FDP).
Der gelernte Maschinenzeichner und Konstrukteur war von 1990 bis 1996 in der Rechnungsprüfungskommission der Gemeinde Wollerau. Von 1992 bis 2001 war er Vizepräsident der FDP-Ortspartei. In den Jahren 1996 bis 2004 war Reuteler im Kantonsrat (Legislative). Auf den 1. Juli 2004 wurde er in den Regierungsrat (Exekutive) gewählt. Dort leitete er das Justizdepartement. Ab dem 1. Juli 2008 übernahm Reuteler das neue Sicherheitsdepartement. Per 30. Juni 2012 trat er aus Altersgründen aus dem Regierungsrat zurück.
Reuteler wohnt in Wollerau.